# Füllwort
Ein Füllwort ist laut Duden ein Wort mit geringem Aussagewert, das zum Verständnis des Kontextes nicht notwendig ist. Typische Beispiele sind gar, ja, also und halt.

## Beschreibung
Füllwörter können weggelassen werden, ohne die Aussage auf der Sachebene zu verändern. Keine Füllwörter sind Modalpartikeln, die einen Inhalt emotional färben. Füllwörter sind häufig Teil der phatischen Kommunikation. Sie können zur Verbesserung des Sprachflusses eingesetzt werden. Ungezielt oder übermäßig eingesetzte Füllwörter gelten als schlechter Stil.

## Beispiele

### sozusagen
Dieses Füllwort wurde Anfang der 2020er Jahre in der gesprochenen Sprache zu einer sehr häufig benutzten Floskel, deren Verwendung mit dem Wort „quasi“ identisch ist.

### ein bisschen
Die eigentliche Bedeutung lautet: „kleiner Bissen“. Verwendet wird der Ausdruck, um Aussagen zu relativieren. Der Ausdruck wird sehr häufig ohne realen Grund verwendet.

### tatsächlich
Das Wort soll Aussagen unterstreichen, auch ohne dass es dafür eine sprachliche oder inhaltliche Notwendigkeit gäbe.

### genau
Das Wort signalisiert im Normalfall eine bestimmte Form der Zustimmung, kann aber als „Häsitationspartikel“ vergleichbar einem „äh“ oder „ähm“ in Sätze eingefügt werden, ohne dass es dafür der Wortbedeutung folgend einen Grund gibt. Es stellt dann lediglich eine Verzögerung des Sprachflusses dar.

### Ja? und Ja!
Die Partikel Ja hat als Antwort der Bestätigung, Interjektion oder Modalpartikel bestimmten semantischen Gehalt, kann aber auch als Füllwort genutzt werden.

## Nutzen
Studien belegen, dass Füllwörter die Aufmerksamkeit der Zuhörerschaft steigern. Formulierungen mit Füllwörtern signalisieren nämlich den Zuhörenden, dass ein komplizierter Gedanke oder Sachverhalt folgt, bei dem es wichtig ist, aufmerksam und konzentriert zuzuhören. In Gesprächssituationen dienen Füllwörter dazu, Aussagen in einen komplexeren Gesamtzusammenhang besser einzuordnen.
Allerdings gibt es keine wissenschaftlichen Erkenntnisse, die bei der Verwendung von Füllwörtern Rückschlüsse auf das Bildungsniveau oder den Intelligenzgrad zulassen. Ebenso wenig kann man von der häufigen Benutzung von Füllwörtern auf die Unsicherheit der betreffenden Person schließen, sondern im Gegenteil eher auf ihre Fähigkeit, Gedankenpausen geschickt einzusetzen.
Zu den führenden Persönlichkeiten, die sich den Nutzen von Füllwörtern erforscht haben, gehört insbesondere der deutsche Sprachwissenschaftler und Heisenberg-Professor für Germanistische Linguistik am Germanistischen Institut der Ruhr-Universität Bochum, Daniel Gutzmann, dessen Spezialgebiet das Sprachsystem des Gegenwartsdeutschen ist.